# Hoima
Hoima – miasto w zachodniej Ugandzie. Liczy 42600 mieszkańców. Stolica, główne miejskie, administracyjne i handlowe centrum Dystryktu Hoima.